# Bobby Collins
Robert Young „Bobby“ Collins (* 16. Februar 1931 in Govanhill, Schottland; † 13. Januar 2014 in Leeds) war ein schottischer Fußballspieler und -trainer.

## Leben und Karriere
Bei einer Körpergröße von nur 160 cm galt Collins als zweikampfstarker und quirliger Mittelfeldspieler. 1948 kam er zu Celtic Glasgow und spielte hier zehn Jahre. Mit den „Bhoys“ gewann er in dieser Zeit mehrere nationale Titel: 1951 den schottischen Pokal und den schottischen Ligapokal, 1954 das Double aus Meisterschaft und Pokal sowie 1957 erneut den schottischen Ligapokal. 1958 wechselte er nach England zum FC Everton. Vier Jahre später kam er zu Leeds United. Bei Leeds wurde er Kapitän und 1965 zum besten Spieler der Liga gekürt. Er blieb bei Leeds bis zu einer schweren Knieverletzung in der Erstrundenbegegnung gegen den AC Torino beim Messestädte-Pokal 1965/66. 1966 unterschrieb er einen Vertrag beim FC Bury. Zwei Jahre später kehrte er in seine Heimat Schottland zurück und spielte noch ein Jahr bei Greenock Morton. Zwischen 1957 und 1959 kam er zu 31 Einsätzen in der schottischen Fußballnationalmannschaft (in denen er 10 Tore schoss) und war im Kader für die Fußball-Weltmeisterschaft 1958 in Schweden und erzielte im Spiel gegen Paraguay mit dem 2:3-Endstand das 500. WM-Tor. Später wurde er Trainer bei Huddersfield Town, Hull City und dem FC Barnsley. In den 1970er und dann nochmals in den 1990er Jahren trainierte Collins Jugendmannschaften bei Leeds United.

## Erfolge
- Schottischer Pokalsieger: 1951, 1954
- Schottische Meisterschaft: 1954
- Schottischer Ligapokal: 1957
- Englands Fußballer des Jahres: 1965